# Mokaya
Les Mokaya désignent des cultures pre-olmèques de la région de Soconusco au Mexique et de certaines parties de l'ouest du Guatemala sur la côte Pacifique, une Culture archéologique qui a développé un certain nombre de colonies sédentaires connues de Mésoamérique.
La région de Soconusco est généralement divisée en trois zones adjacentes le long de la côte : la région du Lower Río Naranjo (le long de la côte Pacifique de l'ouest du Guatemala), Acapetahua et Mazatán (toutes deux sur la côte pacifique du Chiapas moderne au Mexique). Ces trois zones font environ 50km le long des côtes, mais sont reliées par une voie navigable naturelle, ce qui aurait permis une communication facile à la préhistoire.
Le terme Mokaya a été inventé par les archéologues, il signifie « le peuple du maïs » en Langues mixe-zoque, langue que les Mokaya parlaient probablement.

## Chronologie

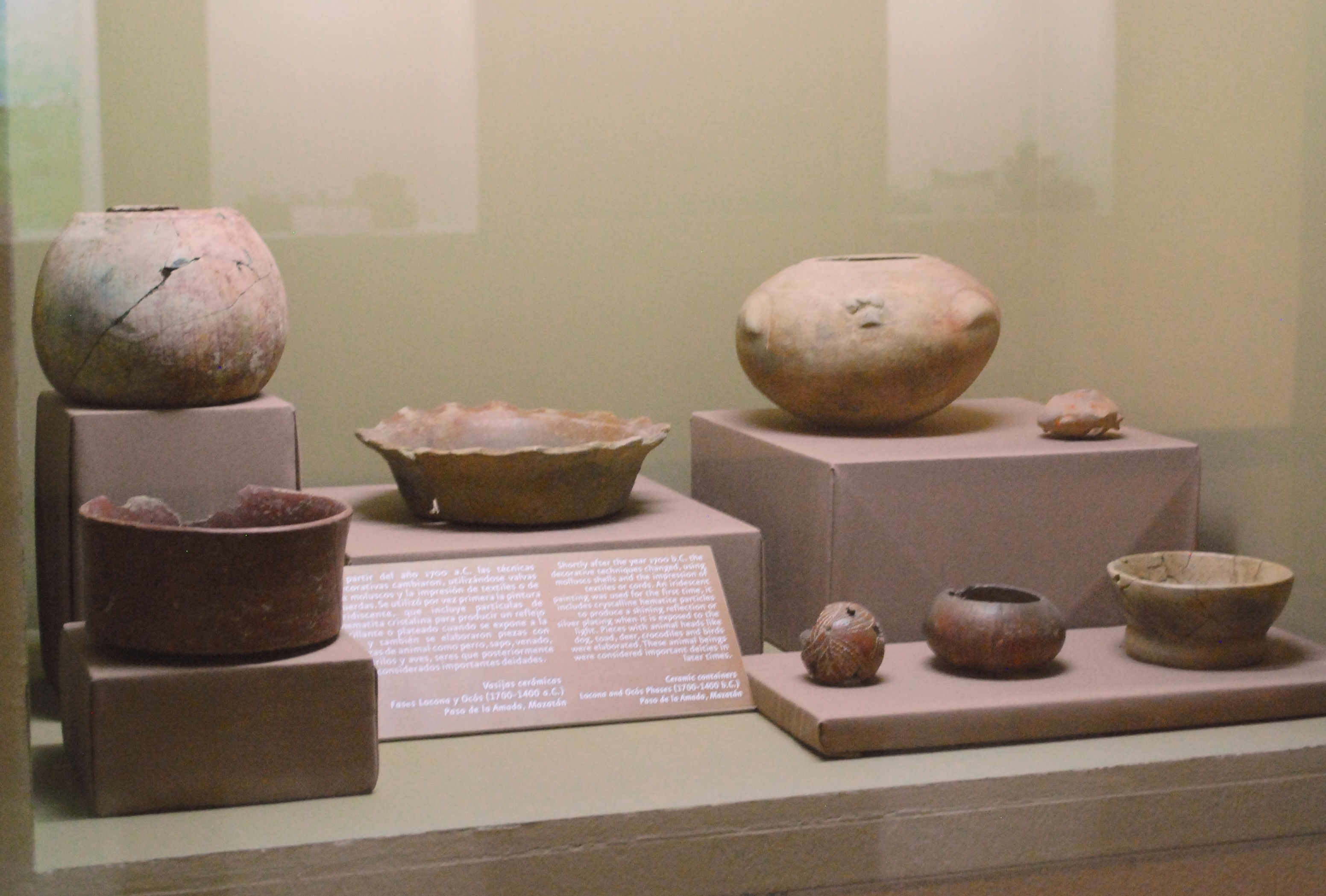
Céramiques peintes avec des décorations, telles que des impressions au coquillage, et utilisation d'hématite ; -1700 -1300, Paso de la Amada, Mazatán. Musée régional d'anthropologie et d'histoire du Chiapas, Tuxtla Gutiérrez

Les archéologues pensent que les Mokaya ont été les premiers à cultiver le cacao, au IIe millénaire av. J.-C. Ils auraient domestiqué l'une des douze d'espèces de cacao vers -1900 et l'aurait rapporté de l'Amazone supérieure,. On a trouvé sur un site archéologique Mokaya des preuves qu'ils buvaient des boissons de cacao à cette date?
Entre -1550 et -1400, les Mokaya sont dits dans la phase Barra. Les premiers sites découverts de cette phase sont Altamira, San Carlos, et Paso de la Amada. Cette phase se distingue déjà par la présence de poteries sophistiquées.
De -1400 à -1250, lui succède la phase Locona. De nombreux autres sites datent de cette époque.
On pense que les Mokaya ont été parmi les premières cultures en Mésoamérique à développer une société hiérarchique, émergeant dès la période préclassique (voir Périodisation de la Mésoamérique), quelque temps avant que d'autres olmèques de la zone métropolitaine olmèque ne la développent à leur tour.

### Phases
- Phase Barra de -1550 à -1400,
- Phase Locona de -1400 à -1250,
- Phase Ocós de -1250 à -1150,
- Phase Cherla de -1150 à -1000,
- Phase Cuadros de -1000 à -900,
- Phase Jocotal de -900 à -850,
- Phase Conchas de -850 à -650.